# Phuket Air
Phuket Air is een Thais vliegtuig leasebedrijf met haar thuisbasis in Bangkok.

## Geschiedenis
Phuket Air is opgericht in 2001 door Holidays Airlines. In 2005 werden de landingsrechten in Nederland en het Verenigd Koninkrijk ingetrokken en daarna in Frankrijk. Vanaf maart 2006 tot maart 2007 stond de maatschappij op de zwarte lijst van de EU. In 2007 werd het bedrijf ongevormd van een luchtvaartmaatschappij naar een overwegend leasingbedrijf.

## Vloot
De vloot van Phuket Air bestond in oktober 2007 uit de volgende 15 toestellen.
- 4 Boeing B747-200B
- 1 Boeing B747-200B (SUD)
- 2 Boeing B747-300
- 3 Boeing B737-200
- 5 NAMC YS-11A-500

De Boeing 747-toestellen behoorden in eerste instantie tot de vloot van de KLM. Eén hiervan is echter reeds ontmanteld en de ander staat in opslag in Caïro naar aanleiding van een incident waarbij de motor afviel. De meeste van de resterende toestellen zijn buiten gebruik, of geleased aan andere maatschappijen.

## Bestemmingen
Phuket Air voerde in juli 2007 lijnvluchten uit naar de volgende 5 bestemmingen.

### Binnenland
- Bangkok, Buri Ram, Mae Sot, Ranong.

### Buitenland
- Yangon